# Giselher von Magdeburg
Giselher (auch: Giseler; † 25. Januar 1004 in Trebra) war von 971 bis 981 Bischof von Merseburg und von 981 bis 1004 Erzbischof von Magdeburg.

## Leben
Giselher stammte aus einem sächsischen Adelsgeschlecht. Im Jahre 971 wurde er zweiter Bischof von Merseburg. Er vermehrte den Besitz seiner Diözese mit einem großen Wald zwischen Saale und Mulde, der einer Schenkung Kaiser Ottos II. entstammte. Als 981 der erste Erzbischof von Magdeburg, Adalbert, verstarb, setzte Giselher bei Kaiser und Papst durch, dass er dessen Nachfolger wurde, während das Bistum Merseburg aufgelöst und dessen Gebiet unter den benachbarten Bistümern Zeitz und Meißen und dem Erzbistum Magdeburg aufgeteilt wurde.
Unter Ottos Nachfolger Otto III. wurde ein Beschluss zur Wiederherstellung des Bistums Merseburg gefasst. Der Erzbischof widersetzte sich dem Verlangen, in sein altes Bistum zurückzukehren, welches daher erst nach seinem Tod im Jahre 1004 wiederhergestellt wurde.
Im Jahre 992 weihte Giselher im Halberstädter Domneubau einen Altar dem Hl. Mauritius, Patron des Erzbistums.
Am 17. Januar 1000 fand sich Erzbischof Giselher bei Otto III. am Staffelsee ein, um die Gunst des Kaisers wiederzugewinnen. Der Grund hierfür war wohl die vorangegangene Parteinahme Giselhers für den bayerischen Herzog Heinrich bei dessen Aufstand gegen den Kaiser.
Nach mindestens sechs Tagen zog der Kaiser mit seinem Gefolge, in dem sich auch Giselher befand, in Richtung Polen. Von Bayern aus ging es über Thüringen, Zeitz, Meißen nach dem Grenzfluss Bober zur Burg Eulau. Von dort aus ging es wahrscheinlich über Glogau, Kosten und Posen nach Gnesen. Um 990 entging der Erzbischof mit knapper Not einem Anschlag von 200 ausgesuchten lutizischen Kriegern. Sieben Jahre nach diesem Vorfall war er erneut das Ziel eines Angriffs der Lutizen: man lockte ihn vor die Tore der Arneburg an der Elbe, die in nördlicher Richtung von Stendal lag. Giselher entkam wieder ganz knapp, aber die meisten seiner Begleiter verloren ihr Leben.
Nach dem Tod von Graf Binizo erhielt der Wettiner Dedo I. durch die Vermittlung Giselhers beim Kaiser die Grafschaftsrechte im nördlichen Hassegau.
Erzbischof Giselher wurde im Magdeburger Dom „vor dem Altare gegen Süden“ bestattet.